# 法鲁-杜阿连特茹
法鲁-杜阿连特茹是葡萄牙贝雅区的一个堂区。总面积44.31平方公里，总人口621人，人口密度14人/平方公里。